# ISMレースウェイ
フェニックス・インターナショナル・レースウェイ (Phoenix International Raceway) はアメリカ合衆国・アリゾナ州エイボンデールにあるオーバルトラック。1周1マイル(1,600m)。観客席数は7万6800席。通称は砂漠の中にある1マイルトラックということでdesert mile。砂漠の中といっても近くの空港から30～40分ほどであり、交通の便では便利なトラックである。
1964年竣工という非常に古いトラック。NASCARの三大シリーズ（NASCARカップ・シリーズ、エクスフィニティ・シリーズ、キャンピング・ワールド・トラック・シリーズ共に3月と11月の2回開催である。

## トラックの特徴
- オーバルコース寸法

|                        | 長さ                 | バンク角           |
| ---------------------- | -------------------- | ------------------ |
| フロントストレッチ     | 1179フィート(359.4m) | 3°                 |
| バックストレッチ       | 1551フィート(472.7m) | 9°                 |
| ターン1,ターン2        | -                    | 11°                |
| ターン3,ターン4        | -                    | 9°                 |
| 全長：1マイル(1609.3m) | 路面：アスファルト   | 路面：アスファルト |

1マイルのトライオーバルではあるが、カーブがフロントストレッチ側でなく、バックストレッチ側に有るのが大きな特徴。このカーブはドッグレッグとも呼ばれる。
1、2ターンが11度。3、4ターンが9度という非常にバンクの浅いトラックである。その性格としてはマーティンズビルに似たトラックで、きっちりコース幅を使い切れるインライン有利であり、アウトラインからの追い抜きは難しい。しかしながらコーナーの曲率もマーティンズビル並みに小さいという事は無く、ストレート長も確保されてはいる。ここではバンクを降りてもペナルティはとられないため、バックストレッチ側ではショートカットしてオーバーテイクすることも可能である。
トラックの老朽化が進んでおり、サーフェイスには無数のひび割れも確認出来るような状況であったが2011年シーズン終了後に改修された。それでもタイヤの消耗は非常に厳しく、2タイヤチェンジはギャンブルと言わざるを得ない。ギャンブルを成功させるための鍵となるコーション回数は最少2回～最多12回と波があり、しかも統計的には後半になればなるほど出にくいトラックなので、難しいトラックである。
タイヤ、ブレーキディスク、そしてドライバーにかかる負担が大きいこのトラックでは、総走行距離がマイルではなくキロメートル単位で設定されており、春と秋のレースは共に500km、312周で競われる。
2008年秋開催時には5台による壮絶な燃費走行合戦、2009年春開催時には残り20周でのコーション時全車が4タイヤチェンジなど戦略的な面での勝負になることも多い。コーションが少ないレースでは、最終周目前に燃料切れで優勝争いから離脱するドライバーも見られる。
2017年1月30日、総工費1億7800万ドルの改修プロジェクトを実施すると発表した。
主な改修内容は、
- グランドスタンドの移設
- フロントストレッチとバックストレッチを入れ替え
- コントロールラインは現在のターン1とドッグレックの間に移動

等となる。
2017年9月26日、通信会社のISMコネクトとの間でネーミングライツ契約を締結したと発表。これにより、トラックの名称が2018年から2020年1月までの間、「ISMレースウェイ」となった。

## NASCARカップ・シリーズ

### 記録
| 最多勝                  | 9     | ケヴィン・ハーヴィック                    |
| 最多トップ5             | 15    | ケヴィン・ハーヴィック ジミー・ジョンソン |
| 最多トップ10            | 24    | ジェフ・ゴードン                          |
| 最多出走                | 34    | ジェフ・ゴードン マーク・マーティン       |
| 最多ポール              | 4     | ライアン・ニューマン                      |
| 最多ラップ              | 10477 | マーク・マーティン                        |
| 最多ラップリード        | 1522  | ケヴィン・ハーヴィック                    |
| アベレージスタート*     | 5.8   | カイル・ラーソン                          |
| アベレージフィニッシュ* | 5.2   | アラン・クルウィッキ                      |

* 出走回数5回以上に限定。

### 勝者
| シーズン | 開催日   | ドライバー                        | マニュファクチャラー | ラップリード | 平均速度                   | コーション      | リードチェンジ | 2位との差           |
| -------- | -------- | --------------------------------- | -------------------- | ------------ | -------------------------- | --------------- | -------------- | ------------------- |
| 1988年   | 11月6日  | アラン・クルウィッキ              | フォード             | 41 / 312     | 90.457 mph (145.576 km/h)  | 6回 (53ラップ)  | 15回           | 18.500 sec          |
| 1989年   | 11月5日  | ビル・エリオット                  | フォード             | 50 / 312     | 105.683 mph (170.080 km/h) | 5回 (24ラップ)  | 17回           | 0.470 sec           |
| 1990年   | 11月4日  | デイル・アーンハート              | シボレー             | 262 / 312    | 96.786 mph (155.762 km/h)  | 9回 (48ラップ)  | 1回            | 0.530 sec           |
| 1991年   | 11月3日  | デイビー・アリソン                | フォード             | 162 / 312    | 95.746 mph (154.088 km/h)  | 10回 (55ラップ) | 18回           | 11.440 sec          |
| 1992年   | 11月1日  | デイビー・アリソン(2)             | フォード             | 30 / 312     | 103.885 mph (167.187 km/h) | 7回 (34ラップ)  | 8回            | 3.190 sec           |
| 1993年   | 10月31日 | マーク・マーティン                | フォード             | 212 / 312    | 100.375 mph (161.538 km/h) | 9回 (45ラップ)  | 20回           | 0.190 sec           |
| 1994年   | 10月30日 | テリー・ラボンテ                  | シボレー             | 112 / 312    | 107.463 mph (172.945 km/h) | 4回 (27ラップ)  | 13回           | 3.090 sec           |
| 1995年   | 10月29日 | リッキー・ラッド                  | フォード             | 63 / 312     | 102.128 mph (164.359 km/h) | 8回 (39ラップ)  | 11回           | 0.530 sec           |
| 1996年   | 10月27日 | ボビー・ハミルトン                | ポンティアック       | 40 / 312     | 109.709 mph (176.560 km/h) | 5回 (25ラップ)  | 19回           | 1.230 sec           |
| 1997年   | 11月2日  | デイル・ジャレット                | フォード             | 73 / 312     | 110.824 mph (178.354 km/h) | 4回 (23ラップ)  | 13回           | 2.105 sec           |
| 1998年   | 10月25日 | ラスティ・ウォレス                | フォード             | 196 / 257*   | 100.375 mph (161.538 km/h) | 4回 (25ラップ)  | 8回            | ※コーション中に終了 |
| 1999年   | 11月7日  | トニー・スチュワート              | ポンティアック       | 150 / 312    | 118.132 mph (190.115 km/h) | 2回 (10ラップ)  | 12回           | 2.081 sec           |
| 2000年   | 11月5日  | ジェフ・バートン                  | フォード             | 105 / 312    | 105.041 mph (169.047 km/h) | 6回 (39ラップ)  | 23回           | 0.854 sec           |
| 2001年   | 10月28日 | ジェフ・バートン(2)               | フォード             | 102 / 312    | 102.613 mph (165.140 km/h) | 7回 (45ラップ)  | 15回           | 2.645 sec           |
| 2002年   | 11月10日 | マット・ケンゼス                  | フォード             | 55 / 312     | 113.857 mph (183.235 km/h) | 4回 (18ラップ)  | 14回           | 1.344 sec           |
| 2003年   | 11月2日  | デイル・アーンハート・ジュニア    | シボレー             | 87 / 312     | 93.984 mph (151.253 km/h)  | 10回 (66ラップ) | 10回           | 0.735 sec           |
| 2004年   | 11月7日  | デイル・アーンハート・ジュニア(2) | シボレー             | 118 / 315**  | 94.848 mph (152.643 km/h)  | 11回 (63ラップ) | 10回           | 1.431 sec           |
| 2005年   | 4月23日  | カート・ブッシュ                  | フォード             | 219 / 312    | 102.707 mph (165.291 km/h) | 9回 (43ラップ)  | 16回           | 2.315 sec           |
| 2005年   | 11月13日 | カイル・ブッシュ                  | シボレー             | 63 / 312     | 102.641 mph (165.185 km/h) | 9回 (44ラップ)  | 10回           | 0.609 sec           |
| 2006年   | 4月22日  | ケヴィン・ハーヴィック            | シボレー             | 10 / 312     | 107.063 mph (172.301 km/h) | 7回 (29ラップ)  | 20回           | 2.774 sec           |
| 2006年   | 11月13日 | ケヴィン・ハーヴィック(2)         | シボレー             | 252 / 312    | 96.131 mph (154.708 km/h)  | 10回 (58ラップ) | 12回           | 0.250 sec           |
| 2007年   | 4月21日  | ジェフ・ゴードン                  | シボレー             | 53 / 312     | 107.71 mph (173.342 km/h)  | 6回 (34ラップ)  | 12回           | 0.697 sec           |
| 2007年   | 11月11日 | ジミー・ジョンソン                | シボレー             | 55 / 312     | 102.989 mph (165.745 km/h) | 10回 (42ラップ) | 10回           | 0.870 sec           |
| 2008年   | 4月12日  | ジミー・ジョンソン(2)             | シボレー             | 120 / 312    | 103.292 mph (166.232 km/h) | 8回 (42ラップ)  | 10回           | 7.002 sec           |
| 2008年   | 11月9日  | ジミー・ジョンソン(3)             | シボレー             | 217 / 313**  | 104.725 mph (168.539 km/h) | 10回 (55ラップ) | 9回            | 0.295 sec           |
| 2009年   | 4月18日  | マーク・マーティン(2)             | シボレー             | 157 / 312    | 108.042 mph (173.877 km/h) | 6回 (29ラップ)  | 14回           | 0.734 sec           |
| 2009年   | 11月15日 | ジミー・ジョンソン(4)             | シボレー             | 238 / 312    | 110.486 mph (177.810 km/h) | 4回 (23ラップ)  | 9回            | 1.033 sec           |
| 2010年   | 4月10日  | ライアン・ニューマン              | シボレー             | 4 / 378**a   | 99.732 mph (160.503 km/h)  | 9回 (59ラップ)  | 20回           | 0.130 sec           |
| 2010年   | 11月14日 | カール・エドワーズ                | フォード             | 93 / 312     | 110.758 mph (178.248 km/h) | 5回 (25ラップ)  | 13回           | 4.770 sec           |
| 2011年   | 2月27日  | ジェフ・ゴードン(2)               | シボレー             | 138 / 312    | 102.961 mph (165.700 km/h) | 8回 (43ラップ)  | 28回           | 1.137 sec           |
| 2011年   | 11月13日 | ケイシー・ケイン                  | トヨタ               | 14 / 312     | 112.918 mph (181.724 km/h) | 8回 (30ラップ)  | 14回           | 0.802 sec           |
| 2012年   | 3月4日   | デニー・ハムリン                  | トヨタ               | 61 / 312     | 110.085 mph (177.165 km/h) | 7回 (37ラップ)  | 25回           | 7.315 sec           |
| 2012年   | 11月11日 | ケヴィン・ハーヴィック(3)         | シボレー             | 15 / 319**   | 111.182 mph (178.930 km/h) | 8回 (38ラップ)  | 11回           | 0.580 sec           |
| 2013年   | 3月3日   | カール・エドワーズ(2)             | フォード             | 122 / 316**  | 105.187 mph (169.282 km/h) | 8回 (43ラップ)  | 12回           | 1.024 sec           |
| 2013年   | 11月10日 | ケヴィン・ハーヴィック(4)         | シボレー             | 70 / 312     | 105.733 mph (170.161 km/h) | 8回 (49ラップ)  | 23回           | 1.796 sec           |
| 2014年   | 3月2日   | ケヴィン・ハーヴィック(5)         | シボレー             | 224 / 312    | 109.229 mph (175.787 km/h) | 8回 (38ラップ)  | 14回           | 0.489 sec           |
| 2014年   | 11月9日  | ケヴィン・ハーヴィック(6)         | シボレー             | 264 / 312    | 99.991 mph (160.920 km/h)  | 12回 (58ラップ) | 8回            | 1.636 sec           |
| 2015年   | 3月15日  | ケヴィン・ハーヴィック(7)         | シボレー             | 224 / 312    | 105.753 mph (170.193 km/h) | 10回 (53ラップ) | 8回            | 1.153 sec           |
| 2015年   | 11月15日 | デイル・アーンハート・ジュニア(3) | シボレー             | 22 / 219*    | 106.512 mph (171.414 km/h) | 2回 (29ラップ)  | 8回            | ※コーション中に終了 |
| 2016年   | 3月13日  | ケヴィン・ハーヴィック(8)         | シボレー             | 139 / 313**  | 113.212 mph (182.197 km/h) | 5回 (30ラップ)  | 7回            | 0.010 sec           |
| 2016年   | 11月13日 | ジョーイ・ロガーノ                | フォード             | 58 / 324**   | 102.866 mph (165.547 km/h) | 9回 (53ラップ)  | 8回            | 0.587 sec           |
| 2017年   | 3月19日  | ライアン・ニューマン(2)           | シボレー             | 6 / 314**    | 104.271 mph (167.808 km/h) | 8回 (45ラップ)  | 15回           | 0.312 sec           |
| 2017年   | 11月12日 | マット・ケンゼス(2)               | トヨタ               | 62 / 312     | 105.534 mph (169.841 km/h) | 7回 (41ラップ)  | 9回            | 1.207 sec           |
| 2018年   | 3月11日  | ケヴィン・ハーヴィック(9)         | フォード             | 38 / 312     | 108.073 mph (173.927 km/h) | 6回 (36ラップ)  | 15回           | 0.774 sec           |

- (*) 降雨のため短縮
- (**) グリーン・ホワイト・チェッカーまたはNASCARオーバータイムにより延長
- (a) 2010年4月のレースは距離を600km、規定周回数を375周としたが、グリーン・ホワイト・チェッカー適用となり、総周回数は378周でレース終了。

## トラックレコード
| イベント                                          | 開催日                 | ドライバー                   | タイム                 | 速度/平均速度              |
| NASCARカップ・シリーズ                            | NASCARカップ・シリーズ | NASCARカップ・シリーズ       | NASCARカップ・シリーズ | NASCARカップ・シリーズ     |
| ------------------------------------------------- | ---------------------- | ---------------------------- | ---------------------- | -------------------------- |
| 予選                                              | 2015年11月13日         | ジミー・ジョンソン           | 25.147                 | 146.308 mph (235.460 km/h) |
| 決勝                                              | 1999年11月7日          | トニー・スチュワート         | 2:38:28                | 118.132 mph (190.115 km/h) |
| NASCAR エクスフィニティ・シリーズ                 |                        |                              |                        |                            |
| 予選                                              | 2015年11月14日         | カイル・ブッシュ             | 25.992                 | 141.933 mph (228.419 km/h) |
| 決勝                                              | 2000年11月4日          | ジェフ・バートン             | 1:44:13                | 115.145 mph (185.308 km/h) |
| NASCAR キャンピング・ワールド・トラック・シリーズ |                        |                              |                        |                            |
| 予選                                              | 2015年11月13日         | エリック・ジョーンズ         | 26.179                 | 137.515 mph (221.309 km/h) |
| 決勝                                              | 2002年11月7日          | ケヴィン・ハーヴィック       | 1:24:26                | 108.104 mph (173.977 km/h) |
| ベライゾン インディカー・シリーズ                 |                        |                              |                        |                            |
| 予選（2ラップ）                                   | 2017年4月28日          | エリオ・カストロネベス       | 37.7538                | 194.908 mph (313.674 km/h) |
| 決勝                                              | 2005年3月19日          | サム・ホーニッシュ・ジュニア | 1:30:24                | 137.753 mph (221.692 km/h) |